# كلارا سيكيريس
كلارا سيكيريس (بالمجرية: Szekeres Klára)‏ مواليد 1 ديسمبر 1987 في المجر، هي لاعبة كرة يد مجرية تلعب كظهير أيسر. مثلت منتخب المجر لكرة اليد. حققت المركز الثالث في بطولة أوروبا لكرة اليد للسيدات 2012.

## سجل المنافسة
شاركت في البطولات التالية:
- بطولة العالم لكرة اليد للسيدات 2009
- بطولة العالم لكرة اليد للسيدات 2013
- بطولة العالم لكرة اليد للسيدات 2015
- بطولة أوروبا لكرة اليد للسيدات 2010
- بطولة أوروبا لكرة اليد للسيدات 2012

## الميداليات
| الميدالية | المسابقة                            |
| --------- | ----------------------------------- |
| برونزية   | بطولة أوروبا لكرة اليد للسيدات 2012 |